# Okamura Kazuya
Kazuya Okamura (岡村 和哉 Okamura Kazuya, sinh ngày 15 tháng 12 năm 1987) là một cầu thủ bóng đá người Nhật Bản thi đấu ở vị trí tiền đạo cho Kamatamare Sanuki ở J2 League.

## Thống kê sự nghiệp
Cập nhật đến ngày 23 tháng 2 năm 2018.

| Câu lạc bộ          | Mùa giải            | Giải vô địch | Giải vô địch | Cúp Hoàng đế Nhật Bản | Cúp Hoàng đế Nhật Bản | Khác1   | Khác1     | Tổng    | Tổng      |
| Câu lạc bộ          | Mùa giải            | Số trận      | Bàn thắng    | Số trận               | Bàn thắng             | Số trận | Bàn thắng | Số trận | Bàn thắng |
| ------------------- | ------------------- | ------------ | ------------ | --------------------- | --------------------- | ------- | --------- | ------- | --------- |
| Roasso Kumamoto     | 2010                | 0            | 0            | 1                     | 0                     | –       | –         | 0       | 0         |
| Roasso Kumamoto     | 2011                | 0            | 0            | 0                     | 0                     | –       | –         | 0       | 0         |
| V-Varen Nagasaki    | 2011                | 7            | 1            | 1                     | 1                     | –       | –         | 8       | 2         |
| V-Varen Nagasaki    | 2012                | 23           | 3            | 1                     | 0                     | –       | –         | 24      | 3         |
| V-Varen Nagasaki    | 2013                | 2            | 0            | 0                     | 0                     | –       | –         | 2       | 0         |
| Kamatamare Sanuki   | 2013                | 14           | 1            | 1                     | 0                     | 2       | 0         | 17      | 1         |
| Kamatamare Sanuki   | 2014                | 39           | 3            | 1                     | 0                     | 2       | 0         | 42      | 3         |
| Kamatamare Sanuki   | 2015                | 39           | 0            | 1                     | 0                     | –       | –         | 40      | 0         |
| Kamatamare Sanuki   | 2016                | 24           | 0            | 0                     | 0                     | –       | –         | 0       | 0         |
| Kamatamare Sanuki   | 2017                | 27           | 0            | 1                     | 0                     | –       | –         | 28      | 0         |
| Tổng cộng sự nghiệp | Tổng cộng sự nghiệp | 175          | 8            | 7                     | 0                     | 4       | 0         | 186     | 8         |

1Includes J2/J3 relegation play-offs.